# Робер де Сабле
Робер де Сабле (фр. Robert de Sablé) је био велики мајстор темплара од 1191. до 1193. и господар Кипра од 1191. до 1192.

## Лични живот
Тачан датум његовог рођења није познат, али се сматра да је доживео дубоку старост. Рођен је у угледној војној породици у Анжуу. Био је власник разбацаних поседа у долини реке Сарте, које је наследио 1160. Оженио се Клементином де Мајен (умрла пре 1209). У Анжуу га је наследила ћерка Маргарет де Сабле, која је браком пренела та права Вилијаму де Рошеу. Де Сабле је умро у Светој земљи 23. септембра 1193. На месту Великог Мајстора наследио га је Жилбер Орал.

## Војна служба
Трећи крсташки поход
Током кратке владавине над темпларима предводио их је у неколико успешних војних похода при чему је користио стратегију Ричарда Лављег Срца. Темплари су освојили Аку у августу 1191. и повратили многе градове дуж палестинске обале. 
Код Арсуфа се водила одлучујућа битка. Саладинова војска је почела потискивати војску Ричарда Лављег Срца. Као појачање су позвани и хоспиталци, па чак и војници са Де Саблеових поседа. Војске су се сукобиле на равници и убрзо Ричардова војска почиње потискивати Саладинову. Убрзо је Саладинова војска разбијена, а сви који се нису успели повући побијени су.

## Заузимање Кипра
Крајем 1191. Ричард продаје Кипар темпларима за 25.000 сребрњака. Де Сабле га је након две године препродао Гију Лизињану.

## У популарној култури
Робер де Сабле се појављује као антагониста у видео-игри „Assassin's Creed“.